# Recilia lactipennis
Recilia lactipennis är en insektsart som beskrevs av Kramer 1962. Recilia lactipennis ingår i släktet Recilia och familjen dvärgstritar. Inga underarter finns listade i Catalogue of Life.